# George Leo Thomas
George Leo Thomas (ur. 19 maja 1950 w Anaconda, Montana) – amerykański duchowny katolicki, biskup Las Vegas od 2018, od 2023 jej arcybiskup metropolita.

## Życiorys
Uzyskał dyplom z literatury w 1972. Wstąpił następnie do seminarium duchownego archidiecezji Seattle. Święcenia kapłańskie otrzymał 22 maja 1976 z rąk metropolity Raymonda Hunthausena. Służył duszpastersko jako kapelan więzienny (przez 12 lat), a także jako kapelan sióstr Najświętszego Serca w Seattle. Od 1981 był studentem Katolickiego Uniwersytetu Ameryki, gdzie uzyskał doktorat z filozofii. W latach 1987–2004 kanclerz i wikariusz generalny archidiecezji Seattle.
19 listopada 1999 otrzymał nominację na biskupa pomocniczego Seattle ze stolicą tytularną Vagrauta. Sakry udzielił mu ówczesny metropolita Seattle Alexander Brunett. 23 marca 2004 został mianowany biskupem diecezjalnym Heleny w rodzinnej Montanie, zaś 4 czerwca 2004 kanonicznie objął urząd.
28 lutego 2018 papież Franciszek mianował go biskupem diecezjalnym Las Vegas. Ingres odbył się 15 maja 2018. 30 maja 2023 papież Franciszek podniósł diecezję Las Vegas do rangi archidiecezji metropolitalnej, a biskupa Thomasa do rangi arcybiskupa metropolity Las Vegas.